# Liten havstulpanlav
Liten havstulpanlav (Thelotrema suecicum) är en lavart som först beskrevs av Hugo Magnusson., och fick sitt nu gällande namn av P. James. Liten havstulpanlav ingår i släktet Thelotrema och familjen Graphidaceae.  Arten är reproducerande i Sverige. Inga underarter finns listade i Catalogue of Life.